# جلی بلی
شرکت آب نبات جلی بلی یا جیلی بیلی یا ژلی بلی که پیشتر نام شرکت آبنبات هرمان گوئلیتز داشته، تولیدکننده آبنبات ژله‌ای و دیگر انواع آب نبات است. این شرکت در فیرفیلد، کالیفرنیا و شمال شیکاگو، ایلینوی ساخته می‌شود. در اکتبر سال ۲۰۰۸ کارخانه تولیدی دیگری در رایونگ تایلند برای بازار بین‌المللی نیز تأسیس شده است.

## نگارخانه

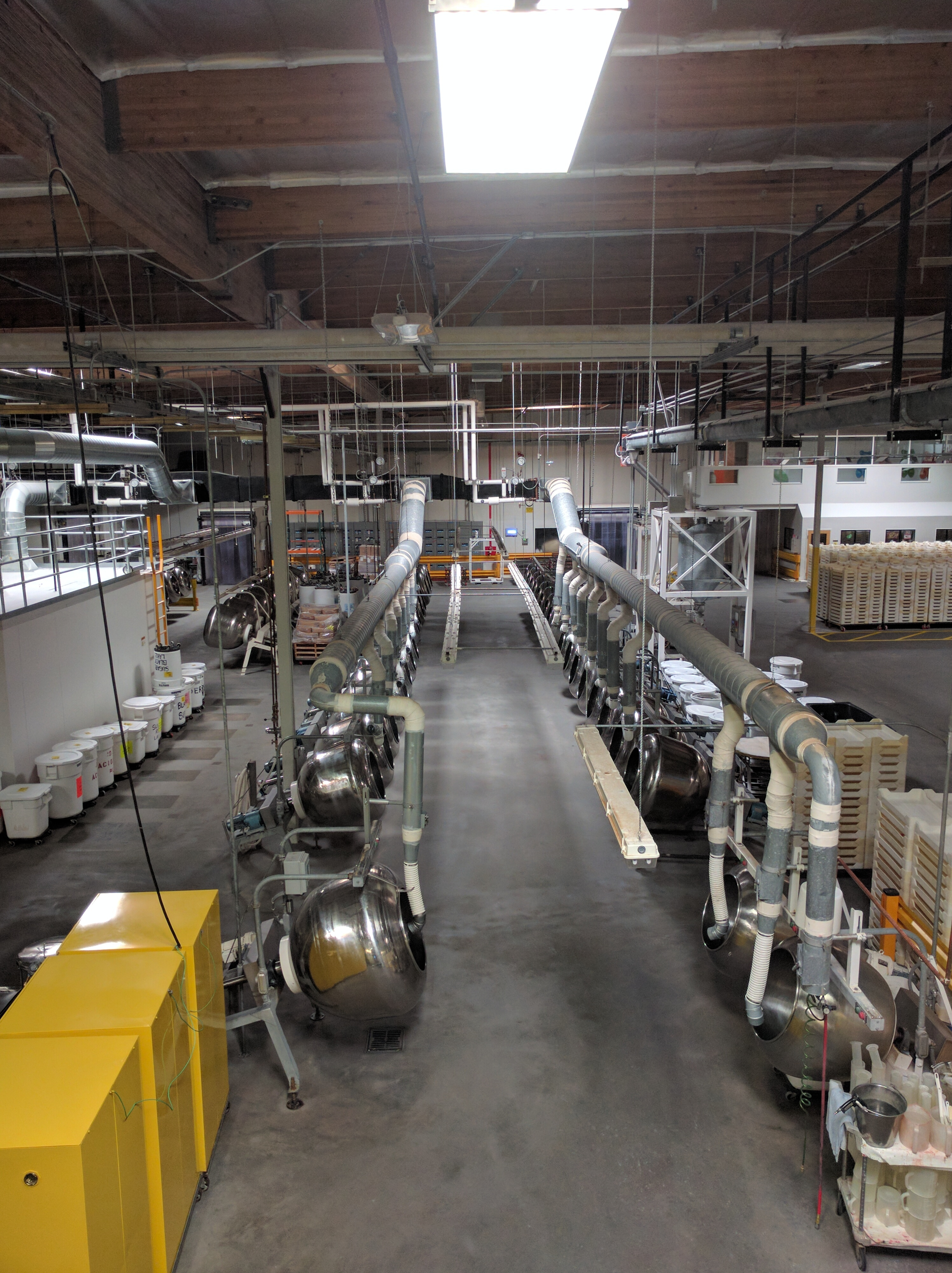
Tumblers used to apply coatings to the beans
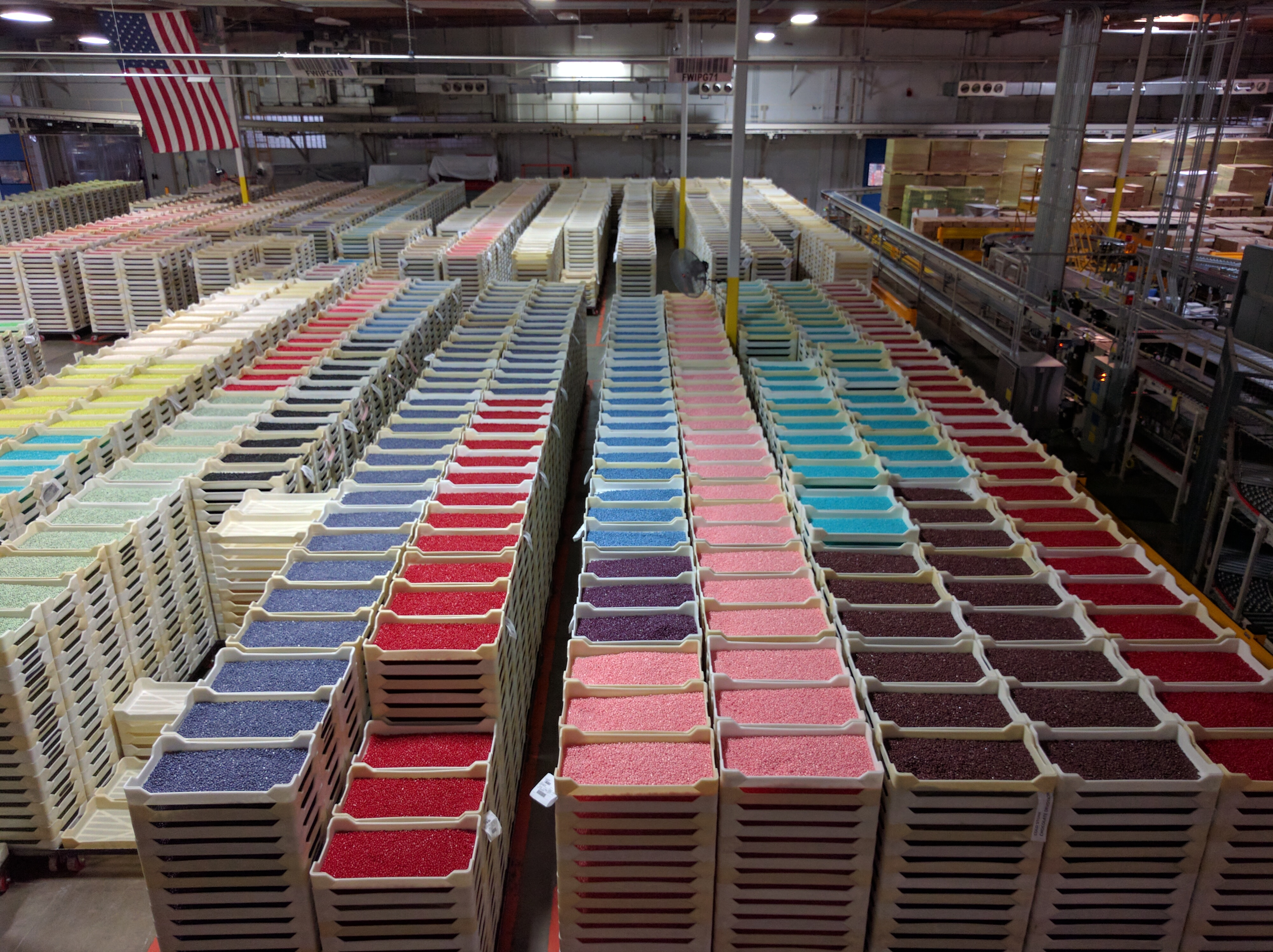
Bins of stock on the factory floor